# داريل يانمات

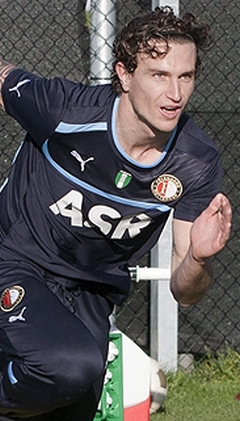
یانمات

داريل يانمات (بالهولندية: Daryl Janmaat) (ولد في 22 يوليو 1989 في ليدتشيندام) لاعب كرة قدم دولي هولندي يلعب حاليا لصالح نادي واتفورد في مركز الظهير الأيمن .

## روابط خارجية
- داريل يانمات على موقع الاتحاد الدولي (مؤرشف)  (الإنجليزية)
- داريل يانمات على موقع الاتحاد الأوربي (الإنجليزية)
- داريل يانمات على موقع قاعدة بيانات كرة القدم.إي يو (الإنجليزية)
- داريل يانمات على موقع ناشيونال فوتبول تيمز (الإنجليزية)
- داريل يانمات على موقع Soccerbase.com (لاعب) (الإنجليزية)
- داريل يانمات على موقع Soccerway.com (الإنجليزية)
- داريل يانمات على موقع عالم كرة القدم.نت (الإنجليزية)
- داريل يانمات على موقع AS.com (الإسبانية)